# Jellyfin
Jellyfin est un logiciel de serveur multimédia sous licence libre, conçu pour organiser, lire et partager des fichiers multimédias numériques sur des appareils en réseau. Il est largement basé sur le code d'Emby (en), créé au moment où Emby est passé sous une licence propriétaire et un modèle économique par abonnement.

## Fonctionnalités
Jellyfin fonctionne avec un serveur, qui permet à plusieurs utilisateurs et clients de se connecter, même simultanément, et de diffuser des médias numériques à distance.
Les médias supportés sont les vidéos, l'audio, les livres, la TV.
Un système d'extension permet d'étendre les fonctionnalités de base.